# Kodai no Kimi
Kodai no Kimi (小大君, anche Koōgimi; fl. X secolo) è stata una poeta giapponese waka del medio periodo Heian.

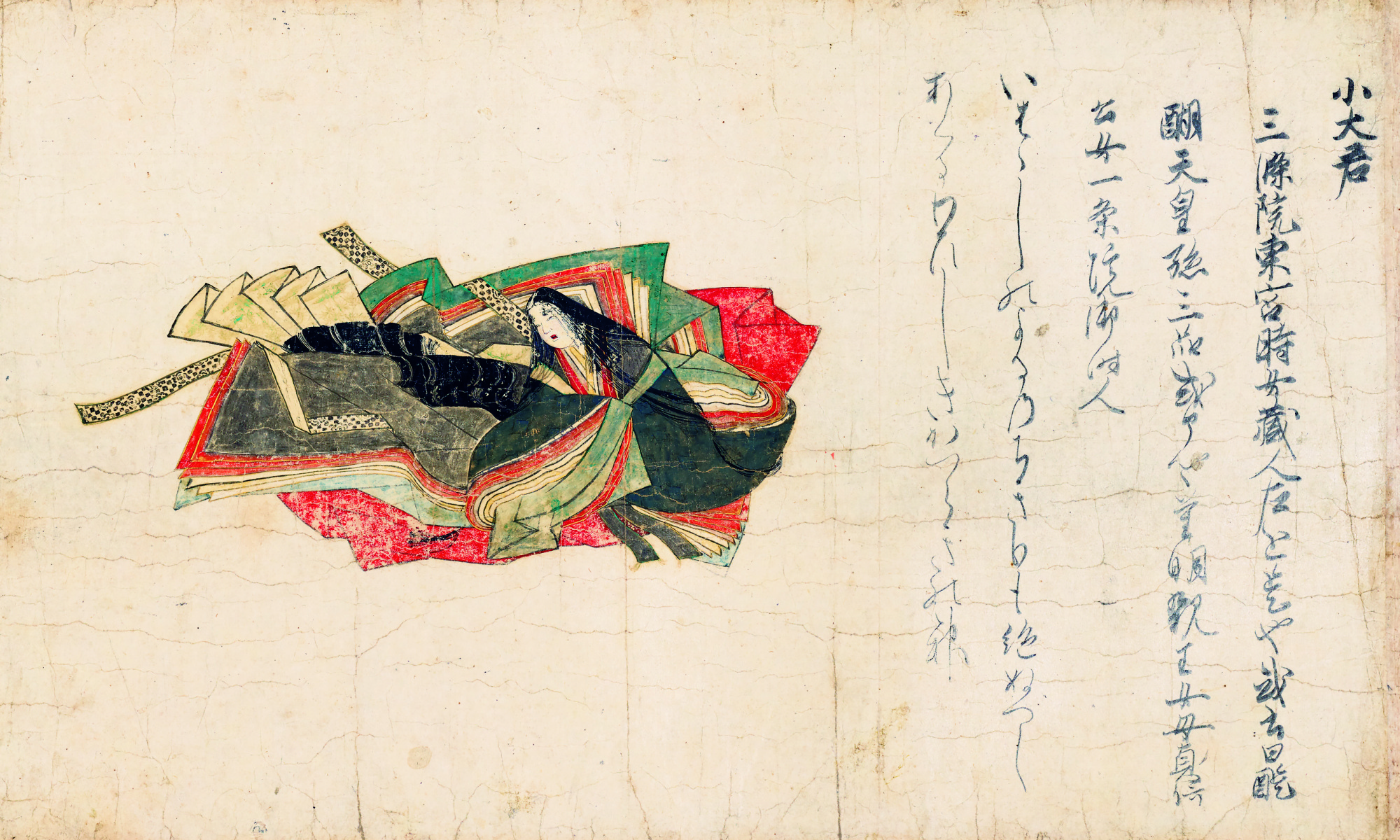
Kodai no Kimi (Bene culturale importante del Giappone) (Yamato Bunkakan)

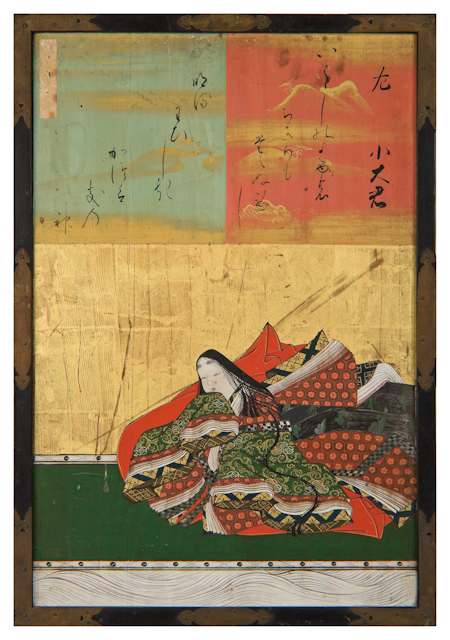
Kodai no Kimi dipinto da Kanō Naonobu, 1648

È una delle sole cinque donne scelte tra i Trentasei immortali della poesia e tra le Nyōbō Sanjūrokkasen.
Suo padre e sua madre sono sconosciuti in quanto manca una sua genealogia certa. Servì come Nyokurodo (una dama di corte di rango inferiore) per l'imperatore Sanjo che all'epoca era tōgū (il principe ereditario). Fu poi chiamata tōgū no sakon.
Oltre ad avere una relazione romantica con Fujiwara no Asateru, ha anche scambiato poesie Zotoka (poesia scambiata tra uomo e donna) con Taira no Kanemori, Fujiwara no Sanekata, Fujiwara no Kinto e altri.
Molte delle sue poesie sono state scelte per le antologie di poesia imperiale giapponese, tra cui Shūi Wakashū. C'è una certa sovrapposizione tra la sua raccolta di poesie personale Kodai no Kimishū (小大君集) e la raccolta personale di Ono no Komachi.